# Прохорятов, Иван Гаврилович
Иван Гаврилович Прохорятов (8 сентября 1913, Одоевский уезд, Тульская губерния — 9 ноября 1975, Мурманск) — помощник командира взвода роты автоматчиков 935-го стрелкового полка, старший сержант.

## Биография
Родился 27 августа 1913 года в деревне Рублино. Член ВКП/КПСС с 1944 года. Образование неполное среднее. Работал инкассатором в Мурманской областной конторе Госбанка.
В Красной Армии с 1935 по 1938 годы и с 1942 года. На фронте в Великую Отечественную войну с июля 1942 года. Воевал в Карелии, Белоруссии, Прибалтике, Восточной Пруссии. В боях на Карельском фронте был ранен. Второе ранение получил в бою под Старой Руссой.
Стрелок роты автоматчиков 935-го стрелкового полка красноармеец Прохорятов во время разведки боем на территории Витебской области 30 апреля 1944 года одним из первых ворвался в расположение врага, противотанковыми гранатами разрушил несколько блиндажей, нанеся врагу урон в живой силе. Проявил смекалку при захвате «языка».
Подбежав к блиндажу, Прохорятов бросил внутрь гранату, не выдернув чеку. Пока противники ждали взрыва, он ворвался внутрь, схватил одного из них и скрылся. Когда противник опомнился, разведчики были уже далеко. Пленный дал ценные сведения.
Приказом по 306-й стрелковой дивизии от 14 мая 1944 года красноармеец Прохорятов Иван Гаврилович награждён орденом Славы 3-й степени.
Помощник командира взвода роты автоматчиков того же полка старший сержант Прохорятов 24 июня 1944 года при форсировании реки Западная Двина у деревни Медведи вместе с отделением переправился на левый берег, захватил плацдарм и, отбивая контратаки врага, нанёс ему немалый урон в живой силе.
9 июля 1944 года преодолел с подчиненными реку Березина и в боях за рубеж, занятый на её левом берегу, истребил свыше десяти солдат неприятеля. В этих боях получил третье ранение.
Приказом по 43-й армии от 3 сентября 1944 года старший сержант Прохорятов Иван Гаврилович награждён орденом Славы 2-й степени.
14 сентября 1944 года Прохорятов в числе первых переправился через реку Лиелупе и в схватке с врагом уничтожил пятерых противников, подавил пулемёт. При прочесывании леса в районе населённого пункта Исуава 15 сентября 1944 года истребил девять немецких солдат и офицеров.
Указом Президиума Верховного Совета СССР от 24 марта 1945 года за мужество, отвагу и героизм, старший сержант Прохорятов Иван Гаврилович награждён орденом Славы 1-й степени.
После войны продолжал службу в Вооружённых Силах. Жил в городе Мурманске. С 1960 по 1969 год работал в областной конторе госбанка. За безупречный труд был награждён медалью «За трудовую доблесть».
Награждён тремя орденами Славы, медалями.
Умер 9 ноября 1975 года.
Похоронен на новом городском кладбище г. Мурманска.